# I Love It (Kanye-West-und-Lil-Pump-Lied)
I Love It ist ein Lied der US-amerikanischen Rapper Kanye West und Lil Pump, der Gastgesang von der Komikerin Adele Givens enthält. Es erschien am 7. September 2018 über GOOD Music, Warner Bros. und Def Jam.

## Hintergrund
Kanye West war der Creative Director der ersten Pornhub-Awards am 6. September 2018. Nach einer Live-Performance mit Teyana Taylor präsentierte West das Musikvideo zu I Love It, einem neuen Song mit Lil Pump. Ähnlich wie auf I’m In It und XTCY handelt es sich um einen Song mit deutlich explizitem sexuellen Inhalt.
Am 7. September 2018 erschien eine etwas harmlosere Version unter dem Titel I Love It (Freaky Girl Edit) im iTunes-Store. Diese spielten Kanye West und Lil Pump am 29. September bei Saturday Night Live, wobei den beiden jedoch einige Schimpfwörter herausrutschten. Der Auftritt von Lil Pump war eine Überraschung, da er eigentlich im Gefängnis sitzen sollte, da er seine Bewährungsauflagen verletzt hatte.
Der Song ist außerdem auf Lil Pumps zweiten Studioalbum The Harverd Dropout erschienen.

## Produktion
Das Lied wurde von West selbst zusammen mit DJ Clark Kent und CBMix produziert, mit zusätzlicher Produktion von Ronny J. Der Songtext wurde von West, Lil Pump und dem amerikanischen Rapper Smokepurpp geschrieben.

## Musikvideo
Das Musikvideo für die Single wurde bei den Pornhub Awards 2018 uraufgeführt. West und Lil Pump tragen riesige, rechteckige Körperanzüge in Form einer Box, die an Charaktere aus dem Videospiel Roblox erinnern. Sie gehen durch einen Gang mit sich bewegenden Frauenstatuen an den Wänden und verfolgen eine große Frau.
Das Video wurde von Spike Jonze als Executive-Produktion produziert und von West und Amanda Adelson inszeniert. Das Musikvideo erreichte in der ersten Woche nach der Veröffentlichung weltweit 76 Millionen Aufrufe auf YouTube und übertraf damit This Is America von Childish Gambino als schnellster Erfolg eines Hip-Hop-Videos in der ersten Woche nach der Veröffentlichung auf YouTube.
Es entwickelte sich in der Folge zu einem populären Internet-Meme. In der Netzkultur wurde die Darstellung in dem Musikvideo oft mit den Computerspielen Roblox und Minecraft in Verbindung gesetzt und brachte einige Parodien hervor. Ebenfalls wurde unter dem Hashtag #ILoveItChallenge von der Netzgemeinde versucht, das Musikvideo nachzuahmen.

## Kommerzieller Erfolg

### Chartplatzierungen
I Love It stieg auf Platz sechs der Billboard Hot 100 ein. Es verkaufte sich rund 16.000 Mal in der Veröffentlichungswoche. In Österreich, der Schweiz, Deutschland und im Vereinigten Königreich belegte es ebenfalls Plätze in den Top 10. In Kanada erreichte es Platz 1 der Charts und war damit Wests dritter und Lil Pumps erster Nummer-1-Hit.
| ChartsChartplatzierungen       | Höchstplatzierung | Wochen |
| ------------------------------ | ----------------- | ------ |
| Deutschland (GfK)              | 9 (12 Wo.)        | 12     |
| Österreich (Ö3)                | 7 (11 Wo.)        | 11     |
| Schweiz (IFPI)                 | 6 (12 Wo.)        | 12     |
| Vereinigte Staaten (Billboard) | 6 (12 Wo.)        | 12     |
| Vereinigtes Königreich (OCC)   | 3 (12 Wo.)        | 12     |

| ChartsJahrescharts (2018)      | Platzierung |
| ------------------------------ | ----------- |
| Vereinigte Staaten (Billboard) |             |
| Vereinigtes Königreich (OCC)   | 95          |

### Auszeichnungen für Musikverkäufe
| Land/Region                  | Auszeichnungen für Musikverkäufe (Land/Region, Auszeichnung, Verkäufe) | Verkäufe  |
| ---------------------------- | ---------------------------------------------------------------------- | --------- |
| Australien (ARIA)            | 3× Platin                                                              | 210.000   |
| Brasilien (PMB)              | 3× Platin                                                              | 120.000   |
| Dänemark (IFPI)              | Platin                                                                 | 90.000    |
| Deutschland (BVMI)           | Gold                                                                   | 200.000   |
| Frankreich (SNEP)            | Gold                                                                   | 100.000   |
| Italien (FIMI)               | Gold                                                                   | 25.000    |
| Neuseeland (RMNZ)            | 2× Platin                                                              | 60.000    |
| Polen (ZPAV)                 | Gold                                                                   | 25.000    |
| Portugal (AFP)               | Platin                                                                 | 10.000    |
| Spanien (Promusicae)         | Gold                                                                   | 30.000    |
| Vereinigte Staaten (RIAA)    | 2× Platin                                                              | 2.000.000 |
| Vereinigtes Königreich (BPI) | Platin                                                                 | 600.000   |
| Insgesamt                    | 5× Gold · 13× Platin ·                                                 | 3.470.000 |

Hauptartikel: Kanye West/Auszeichnungen für Musikverkäufe

## Kontroverse
Am 13. September 2018 beschuldigte DJ David Morales West, die Basslinie von I Love It aus einem Remix seines 1991 erschienenen Songs What Is This Thing Called Love gestohlen zu haben. Wests Ex-Freundin Amber Rose beschwerte sich ebenfalls am 18. September auf ihrem Instagram, dass er und Pump, sich von ihrer SlutWalk-Bewegung inspirieren haben lassen, aber das nicht angegeben haben.